# Dolmen del Roc d'en Coll
El Dolmen del Roc d'en Coll, de vegades anomenat del Serrat d'en Jaques II, és un dolmen de la comuna de Corbera, a la comarca del Rosselló, de la Catalunya del Nord.
Està situat a ponent del Roc d'en Coll i al sud de la Creu de la Valleta. És a la zona sud-oest del terme comunal, també al sud-oest del poble de Corbera i al sud del Castell de Corbera.
Segons Carreras i Tarrús és un semidolmen que ja havia estat citat per Joan Abelanet el 1990. Les excavacions que hi feu Pere Ponsich tragueren a la llum un petit ganivet de sílex i altre material prehistòric.